# Габријела Мистрал
Габријела Мистрал (шп. Gabriela Mistral; Викуња, 7. април 1889 — Њујорк, 10. јануар 1957), је псеудоним који је користила Lucila de María del Perpetuo Socorro Godoy Alcayaga, чилеанска песникиња, просветитељ, дипломата и феминисткиња. Била је прва Латиноамериканка којој је додељена Нобелова награда и то 1945.
Неке од основних тема њене поезије су: природа, издајство, љубав, мајчинска љубав, туга, путовања, и процес образовања латиноамеричког идентитета као мешавине индијанских и европских утицаја.

## Биографија
Рођена је у Викуњи у Чилеу, где је завршила основну и средњу школу. Отац, Хуан Виљануева, напушта породицу када јој је било три године. Већ у четрнаестој почиње да издржава и себе и мајку радећи као учитељева помоћница. Њена мајка, Петронила Алкајага, умире 1929.
Године 1904. објављује прве песме у локалним новинама користећи разне псеудониме.
Док је радила као учитељица 1906. упознаје Ромеа Урету, радника на железници. Он се убија 1909. Иако су елементи смрти већ прожимали њена дела, ово самоубиство још јаче утиче на њен будући рад. Страствене везе које је водила са неколицином мушкараца и жена оставиле су дубок траг у њеном стваралаштву.
Прво званично признање добила је 1914. године када јој је уручена прва награда националног књижевног конкурса у Сантијагу, за дело „Сонети о смрти“.
Министар образовања Мексика је позива у посету 1922. у оквиру реформе школа и библиотека, са задатком да започне стварање националног система образовања.
Међународна слава коју стиче омогућава јој бројна путовања по Европи и Америци. Током 1925. обилази Бразил, Уругвај и Аргентину. Између 1925. и 1934. живела је у Француској и Италији. Тих година је радила при Лиги Народа и предавала на неколико универзитета у свету.
Од 1932. до своје смрти, као што је чест случај са чилеанским уметницима и интелектуалцима, служила је и као конзул у Напуљу, Мадриду, Петрополису, Ници, Лисабону, Лос Анђелесу, Санта Барбари, Веракрузу, Мексику и Њујорку. На месту конзула у Мадриду често је имала професионалних контаката са једним другим чилеанским нобеловцем и конзулом у Мадриду, Пабло Нерудом.
Њен седамнаестогодишњи нећак, Хуан Мигел, извршио је самоубиство 1943. Жал за његовом смрћу и хладноратовске тензије у Европи обележиће њено стваралаштво до саме смрти.
Пред смрт се настанила у Њујорку, где је и умрла од рака 1957. год.

## Дела
- (1914)
- (1922)
- (1923)
- (1924)
- (1934)
- (1938)
- (1941)
- (1954)
- (1957)
- (1967, објављено постхумно)